# Gregor Ramsay
Gregor Ramsay (ur. 30 czerwca 1996) – brytyjski kierowca wyścigowy.

## Kariera

### Formuła Abarth
Ramsay rozpoczął karierę w jednomiejscowych samochodach wyścigowych w wieku 15 lat w 2011 roku w Formule Abarth. W europejskiej i włoskiej serii wystartował w pierwszym sezonie jednak łącznie tylko w czterech wyścigach i nie był w tych seriach sklasyfikowany. Rok później było już znacznie lepiej. Zarówno w serii europejskiej, jak i w serii włoskiej zdołał wygrać wyścig, a także dwukrotnie stawał na podium. Z dorobkiem odpowiednio w edycji europejskiej oraz włoskiej: 96 i 71 punktów zajął te same, bo ósme lokaty w klasyfikacji generalnej.

### Formuła Renault
Na sezon 2013 Brytyjczyk podpisał kontrakt z włoską ekipą Euronova Racing na starty w Europejskim Pucharze Formuły Renault 2.0 oraz Alpejskiej Formule Renault 2.0. Jedynie w edycji alpejskiej był klasyfikowany. Z dorobkiem 19 punktów uplasował się tam na dziewiętnastej pozycji w klasyfikacji generalnej.
W sezonie 2014 Ramsay rozpoczął współpracę z belgijską ekipą KTR w Europejskim Pucharze Formuły Renault 2.0 oraz w Północnoeuropejskim Pucharze Formuły Renault 2.0. W edycji europejskiej nie zdobywał punktów. W serii północnoeuropejskiej z dorobkiem 43 punktów uplasował się na 24 pozycji w klasyfikacji generalnej.

## Statystyki
| Sezon | Seria                                         | Zespół              | Wyścigi | Zwycięstwa | PP | NO | Podium | Punkty | Pozycja |
| ----- | --------------------------------------------- | ------------------- | ------- | ---------- | -- | -- | ------ | ------ | ------- |
| 2011  | Europejska Formuła Abarth                     | BVM Srl.            | 3       | 0          | 0  | 0  | 0      | 0      | NS      |
| 2011  | Włoska Formuła Abarth                         | BVM                 | 1       | 0          | 0  | 0  | 0      | 0      | NS      |
| 2012  | Europejska Formuła Abarth                     | Jenzer Motorsport   | 24      | 1          | 0  | 0  | 2      | 96     | 8       |
| 2012  | Włoska Formuła Abarth                         | Jenzer Motorsport   | 18      | 1          | 0  | 0  | 2      | 71     | 8       |
| 2013  | Europejski Puchar Formuły Renault 2.0         | Euronova Racing     | 8       | 0          | 0  | 0  | 0      | 0      | NS†     |
| 2013  | Europejski Puchar Formuły Renault 2.0         | Manor MP Motorsport | 8       | 0          | 0  | 0  | 0      | 0      | NS†     |
| 2013  | Alpejska Formuła Renault 2.0                  | Euronova Racing     | 14      | 0          | 0  | 0  | 0      | 19     | 19      |
| 2014  | Europejski Puchar Formuły Renault 2.0         | KTR                 | 14      | 0          | 0  | 0  | 0      | 0      | 24      |
| 2014  | Północnoeuropejski Puchar Formuły Renault 2.0 | KTR                 | 6       | 0          | 0  | 0  | 0      | 43     | 24      |

† – Ramsay nie był zaliczany do klasyfikacji